# Distichona georgiae
Distichona georgiae är en tvåvingeart som först beskrevs av Brauer och Julius Edler von Bergenstamm 1891.  Distichona georgiae ingår i släktet Distichona och familjen parasitflugor. Inga underarter finns listade i Catalogue of Life.